# Galium chaetopodum
Galium chaetopodum är en måreväxtart som beskrevs av Karl Heinz Rechinger. Galium chaetopodum ingår i släktet måror, och familjen måreväxter. Inga underarter finns listade i Catalogue of Life.